# 耶律安端
耶律安端（やりつ あんたん、生年不詳 - 応暦2年12月29日（953年1月17日））は、遼（契丹）の皇族。太祖耶律阿保機の弟にあたる。字は猥隠。

## 経歴
耶律撒剌的の五男として生まれた。太祖5年（911年）、兄の耶律剌葛・耶律迭剌・耶律寅底石らとともに阿保機に対する反乱を計画した。安端の妻の粘睦姑の密告で露見したが、阿保機は弟たちを処刑するに忍びず、弟たちとともに山に登って生け贄を捧げ、天地に誓って罪を許した。粘睦姑は晋国夫人に封じられた。
太祖6年（912年）、安端は再び剌葛・迭剌・寅底石らとともに阿保機に叛いた。太祖7年（913年）、兄弟たちとともに西山で阿保機の帰路を遮ろうとした。阿保機が西山を避けて赤水城にいたったので、安端は阿保機に謝罪し、許された。しかしまた兄に叛き、敗れて捕らえられ、杖罰を受けて許された。
神冊3年（918年）、大内惕隠となり、雲州と西南諸部を攻撃した。天顕元年（926年）、渤海に対する征戦に従軍し、老相の率いる3万人あまりの兵を撃破した。安辺府・鄚頡府・定理府が離反すると、安端がこれを平定した。太宗が即位すると、安端はその即位を支持した。天顕4年（929年）、北院夷離菫となった。天顕12年（937年）、奚西部の民を本土に帰還させた。会同3年（940年）8月、白川州に私城を築いた。会同6年（943年）12月、後晋に対する征戦に参加した。会同7年（944年）1月、兵を率いて雁門に進出し、忻州・代州を下した。大同元年（947年）4月、世宗が即位すると、兵を率いて呼応した。6月、耶律李胡と泰徳泉で戦って撃破した。
天禄元年（947年）9月、東丹国主となり、明王の号を賜った。天禄5年（951年）9月、子の耶律察割が世宗を殺害して反乱を起こした。察割は穆宗に捕らえられて処刑されたが、穆宗は通謀の罪を許し、安端を田里に釈放させた。応暦2年12月辛亥（953年1月17日）、死去した。

## 伝記資料
- 『遼史』巻1 本紀第1
- 『遼史』巻64 表第2